# Lực lượng Hổ Syria
Lực lượng mãnh hổ (Tiger Force, tiếng Syria: Qawat Al-Nimr, tiếng Ả rập: قوات النمر) hay còn gọi là biệt đội hổ Syria hay những con Hổ Syria hay Hùm xám sa mạc là một đơn vị đặc nhiệm và là một trong những đơn vị tinh nhuệ nhất của quân đội Syria trong các lực lượng vũ trang Syria do quân đội Nga đào tạo, góp phần quan trọng trong các chiến dịch tiêu diệt IS tại các khu vực chiến lược. Đặc nhiệm Hổ cùng với Đại bàng sa mạc là hai lực lượng được chính quyền trung ương trao quyền tự quyết nhiều nhất theo tùy những tình huống nhất định.

## Thành lập
Tiger Force được đại tá Suheil al-Hassan thành lập năm 2013, theo quyết định của ban lãnh đạo nhà nước Syria vào mùa thu năm 2013 trong bối cảnh quân đội Syria đang yếu thế trên chiến trường trước sự tấn công của IS và phe nổi dậy. Đơn vị đặc nhiệm này cũng được coi là một trong những sư đoàn mới được thành lập sau khi cuộc nội chiến tại Syria bắt đầu nổ ra. Đây là biện pháp bắt buộc vì lý do các lực lượng vũ trang Syria đã đánh mất khả năng và tinh thần chiến đấu sau nhiều năm xảy ra chiến tranh. Tướng chỉ huy chịu trách nhiệm tổ chức và huấn luyện cho lực lượng này theo hướng hoàn chỉnh hóa, trở thành một đơn vị đặc biệt, chuyên nhiệm tấn công.

## Biên chế
Tiger Force với khoảng 1.000 binh sĩ trở thành lực lượng tuyến đầu của quân đội Syria, tham gia vào nhiều chiến dịch quan trọng, trong đó có cuộc chiến giải phóng Aleppo, đơn vị được biên chế thành cấp sư đoàn, tuy nhiên đặc nhiệm Hổ chỉ có khoảng hơn 1.000 tay súng trực chiến thường xuyên. Do đó, có thể coi đơn vị là một tiểu đoàn đặc nhiệm.
Lực lượng này bao gồm 2 đơn vị trực thuộc, phiên chế ở cấp lữ đoàn. Thứ nhất là lữ đoàn đặc nhiệm "Báo săn" (Qawat al-Fahoud (قوات الفهود), do Đại tá Shadi Isma’el chỉ huy. "Đội 6" của Báo đốm chính là đơn vị tham gia giải phóng sân bay Kuweires trong khi "Đội 3" là nòng cốt của chiến dịch bao vây lực lượng IS ở Đông Aleppo. Lữ đoàn thứ hai là Đặc nhiệm "Báo đen" do Đại tá Ali Shaheen chỉ huy. Đây là đơn vị tham gia giải phóng Palmyra vào tháng 3 năm 2016.
Đặc nhiệm Tiger sử dụng vũ khí đồng bộ với các lực lượng khác của quân đội Syria. Tuy nhiên, họ luôn được ưu tiên trang bị các loại vũ khí mới được Nga viện trợ. Đơn vị đặc nhiệm tinh nhuệ "Tiger" đã chứng tỏ được khả năng tuyệt vời của mình vào năm 2016, nhất là ở các trận đánh giành lấy Palmyra và Aleppo trong thời gian ngắn nhất có thể và gần như không chịu bất cứ thiệt hại nào. Họ hành động ở những khu vực khó khăn nhất của mặt trận, mặc dù vậy đặc nhiệm Syria chưa một lần thất trận.